# Big Nate
Big Nate é uma tira de quadrinhos norte-americana escrito e ilustrado por Lincoln Peirce, foi distribuído desde 7 de janeiro de 1991. A tira segue o aluno da sexta série Nate Wright, ao lado de sua família, amigos e inimigos. 
O sucesso da tira levou a uma franquia de mídia, composta por duas séries de livros infantis de Peirce - a série de romances homônima e os livros de tabuleiro Little Big Nate - e uma série de animação de mesmo nome, que estreou na Paramount+ em 2022.

## Sinopse
Big Nate segue as aventuras e desventuras de Nate Wright, um aluno da sexta série incompetente, espirituoso e rebelde. Ele tem dois melhores amigos, Francis e Teddy, que ocasionalmente têm problemas com ele. Outros personagens incluem uma variedade de professores e alunos da escola de Nate, Escola Pública 38. Nate odeia a professora de estudos sociais Sra. Godfrey, a quem ele considera sua inimiga, e a chama de nomes como “The School's Godzilla”.  Ele tem uma relação de amor e ódio com Artur, um estudante de intercâmbio que é namorado de Jenny, a paixão de Nate. Nate também detesta Gina, uma “animal de estimação do professor” que tira boas notas e está constantemente agindo como um idiota para a Sra. Godfrey. Peirce ocasionalmente se concentra na vida doméstica de Nate com seu pai solteiro, Martin, e sua irmã Ellen.
Respondendo a perguntas de fãs no The Washington Post,Peirce revelou o seguinte sobre a criação da tira:
"Big Nate started as more of a "domestic humor" strip than it is now. "I intended to feature a lot of stories about Nate's single dad, and all the comic possibilities inherent in that. But before too long, I realized that the part of the strip that I enjoyed most was the school humor. I'd been a teacher myself, and schools can be very funny places."— Lincoln Peirce (em inglês)

## Personagens
- Nate Wright: O personagem principal da história em quadrinhos. Nate é um estudante de nível C na sexta série e tem 11 anos e meio, um talentoso cartunista, baterista e jogador de xadrez. Ele também acredita que é um brincalhão natural, pois tenta brincadeiras engraçadas e difíceis no penúltimo dia de aula (conhecido na série como "Prank Day"). Ele é um pouco vaidoso, acreditando ser irresistível para as garotas, apesar de ser rejeitado repetidamente por sua paixão, Jenny Jenkins. Ele acredita que é um jogador de esportes brilhante, apesar de sua falta de habilidades atléticas. Ele também se considera um gênio, apesar de suas notas abaixo da média. Nate passa a maior parte do tempo na detenção, na sala de arte desenhando quadrinhos ou tocando bateria para sua banda de rock, Enslave the Mollusk, que também inclui seus amigos Francis, Teddy e Artur. Nate está desesperado para ter um cachorro, em parte devido à sua ailurofobia, mas raramente consegue seu desejo, pois seu pai não quer ter um cachorro. Ele também odeia patinação artística e salada de ovo, mas adora Cheez Doodles. Surpreendentemente, o talento mais conhecido de Nate é que ele é um habilidoso jogador de xadrez, para completa confusão de seus amigos e familiares. Nate também é conhecido por ter um olfato muito apurado. Ele também não tem um nome do meio.
- Martin Earl "Marty" Wright: o pai de Nate, um divorciado careca e obeso que perdeu o emprego no oitavo romance da série (eventualmente conseguindo outro). Como seu filho, ele é um pouco ignorante sobre suas falhas e se considera um músico profissional, apesar de sua voz indescritivelmente pobre e inicialmente pobre em tocar violão com cordas de aço, um atleta apesar de sua preguiça inerente e um jogador de golfe experiente, embora constantemente trapaceie ou perca sua bola. Ele é um louco por saúde e sempre tenta distribuir alternativas saudáveis aos doces no Halloween (passas, ameixas, mistura de trilha, etc.), o que provavelmente é para aumentar a chance de comer o doce que é sempre rejeitado por truques ou truques. -tratadores. Ele também foi o herói do primeiro Mud Bowl, de acordo com Big Nate: Blasts Off. Seu primeiro nome foi declarado pela primeira vez em uma história em quadrinhos datada de 28 de julho de 2005. A ex-mulher de Martin mora a "três mil milhas de distância" e Nate tem muito pouco contato com ela e não se lembra muito.[2]
- Ellen Wright: a irmã de quinze anos de Nate que é quatro anos mais velha. Ao contrário de Nate, Ellen é responsável e trabalhadora e adora gatos, patinação artística e salada de ovos. Nate é sempre comparado a Ellen na escola pelos professores, especialmente a Sra. Godfrey. Ela é a rival consistente de Nate, e ele gosta de pregar peças nela. Ellen também namora Gordie, que trabalha na loja de quadrinhos Klassic Komix, e já namorou Kenny Smithson, o capitão do time de futebol, e é considerado sua paixão. Eles se separaram brevemente antes de se reconciliar.
- Francis Butthurst Pope: O amigo número 1 de Nate, Francis é muito inteligente, e isso incomoda seus amigos de tempos em tempos. Ele tem uma lacuna entre os dentes e permite que as pessoas o intimidem com frequência. Nate e Francis frequentemente zombam um do outro, mas ele afirma que é assim que eles operam. Ele também gosta de ler 'The Book of Facts' que irrita Nate e Teddy. Nate e Francis muitas vezes discutem sobre gatos contra cães, pois Francis é uma pessoa de gatos, ele também tem um gato chamado Pickles. Ao contrário dos sentimentos de Nate por eles, Francis é amigável com a Sra. Godfrey e Artur. Francis toca guitarra elétrica em Enslave the Mollusk e namora Sheila Stapleton.
- Teddy Ortiz: O melhor amigo número "1A" de Nate, Teddy é um personagem cômico que frequentemente conta piadas e irrita Nate. Assim como Francis, Teddy é membro do Enslave the Mollusk, no qual toca teclado. Seu nome do meio é o símbolo da raiz quadrada, já que seus pais são professores de matemática. Em Big Nate: Flips Out, é revelado que ele é fluente em espanhol. Em uma tira de quadrinhos publicada em 1994, é revelado que Teddy é meio mexicano e meio porto-riquenho.

## Instalações recorrentes

### Enslave the Mollusk
Enslave the Mollusk (ETM) é uma banda de garagem apresentada por Big Nate. Possui Nate como backing vocal e baterista, com os melhores amigos Francis na guitarra elétrica e Teddy no teclado, assim como Artur como vocalista. Chad é o roadie da banda. Enslave the Mollusk teve um grande papel em Big Nate, o Musical. Eles se apresentaram 3 vezes: duas vezes durante o romance In The Zone quando P.S 38 estava começando uma zona de fitness, mas a primeira vez Artur não estava lá porque ele saiu da banda, mas acabou voltando para sua última apresentação, e também em uma das escolas danças. Eles tentaram se apresentar em outro baile da escola, mas falharam por causa de uma queda de energia. Nate era originalmente vocalista quando formou a banda, mas não era bom o suficiente, o que foi percebido depois que Artur passou pela banda tocando um dia. Artur então cantou uma versão de "I Fought The Law" e foi contratado como vocalista da banda. Ele desistiu no meio de Big Nate: In The Zone depois que ele encontrou um pedaço de papel com apelidos rudes para ele que Nate escreveu, mas foi atraído de volta no final do livro.

### Femme Fatality
Femme Fatality é o quadrinho de super-herói favorito de Nate. As imagens nunca são mostradas, mas houve algumas aparições do personagem homônimo, como um papelão em tamanho real recortado em um quadrinho de 2002 e como ator de cosplay visitando Klassic Komix em 2004. O personagem é altamente sugestivo, a julgar pela reação de Nate e da maioria dos outros personagens masculinos (incluindo adultos). Um quadrinho alegou que ela estava usando um top justo e shorts de couro. Algumas das garotas mostram exasperação com a obsessão de Nate com os quadrinhos, mas Nate insiste que ele lê apenas pelas histórias. Uma das paixões anteriores de Nate por quadrinhos foi Red Sonja. Femme Fatality mais tarde inspirou Nate a criar seu próprio quadrinho de super-herói chamado "Eve of Destruction", embora mais tarde ele tenha mudado o personagem para masculino e chamado o quadrinho de "Steve of Destruction".

### P.S. 38
P.S. 38 é a escola que Nate e seus amigos frequentam e é onde a maioria dos quadrinhos acontecem. A escola tem mais de 100 anos e está consideravelmente degradada, mas foi remodelada em Big Nate: Lives It Up depois que uma pintura da artista folclórica local Granny Peppers valeu muito dinheiro.

### Jefferson Middle School
Jefferson Middle School é uma escola de ensino médio perto do PS 38 e é a instituição irmã da escola. Em contraste com o PS 38, Jefferson é retratado como um grande edifício moderno com inúmeras características do século XXI. Foi descrito como "mais um museu do que uma escola". Os garotos do ensino médio são os rivais dos garotos do PS 38 e os vencem em quase tudo. A maioria dos garotos do Jefferson são sempre detestáveis sobre isso. PS 38 venceu Jefferson no 'Ultimate Snowdown', o 1º e 38º 'Mud Bowl', e seu grande jogo de futebol de 2008. Jefferson perdeu o Snowdown, porque eles adotaram uma abordagem pouco criativa ao colocar neve ao redor da estátua do cavaleiro sobressalente.

## Em outras mídias

### Teatro musical
Em maio de 2013, uma adaptação musical teatral da tira em quadrinhos estreou no Adventure Theatre MTC em Maryland. A história da produção se concentra em Nate, que tenta entrar na competição Battle of the Bands de sua escola, mas deve tentar evitar mais detenções, pois muitas desqualificariam sua banda de competir. A recepção crítica para o musical tem sido positiva.

### Adaptação da série de televisão
Em 19 de fevereiro de 2020, foi anunciado que Big Nate receberia uma adaptação de TV animada de 26 episódios, que estava programada para ir ao ar na Nickelodeon em setembro de 2021, mas foi adiada para 2022. Em dezembro de 2021, o elenco de voz foi anunciado, assim como a série seria para a Paramount+. Ele acabaria por ir ao ar na Nickelodeon em 5 de setembro de 2022.